# 高城統一展望台
座標: 北緯38度19分42秒 東経128度07分35秒 / 北緯38.3282683度 東経128.1264181度

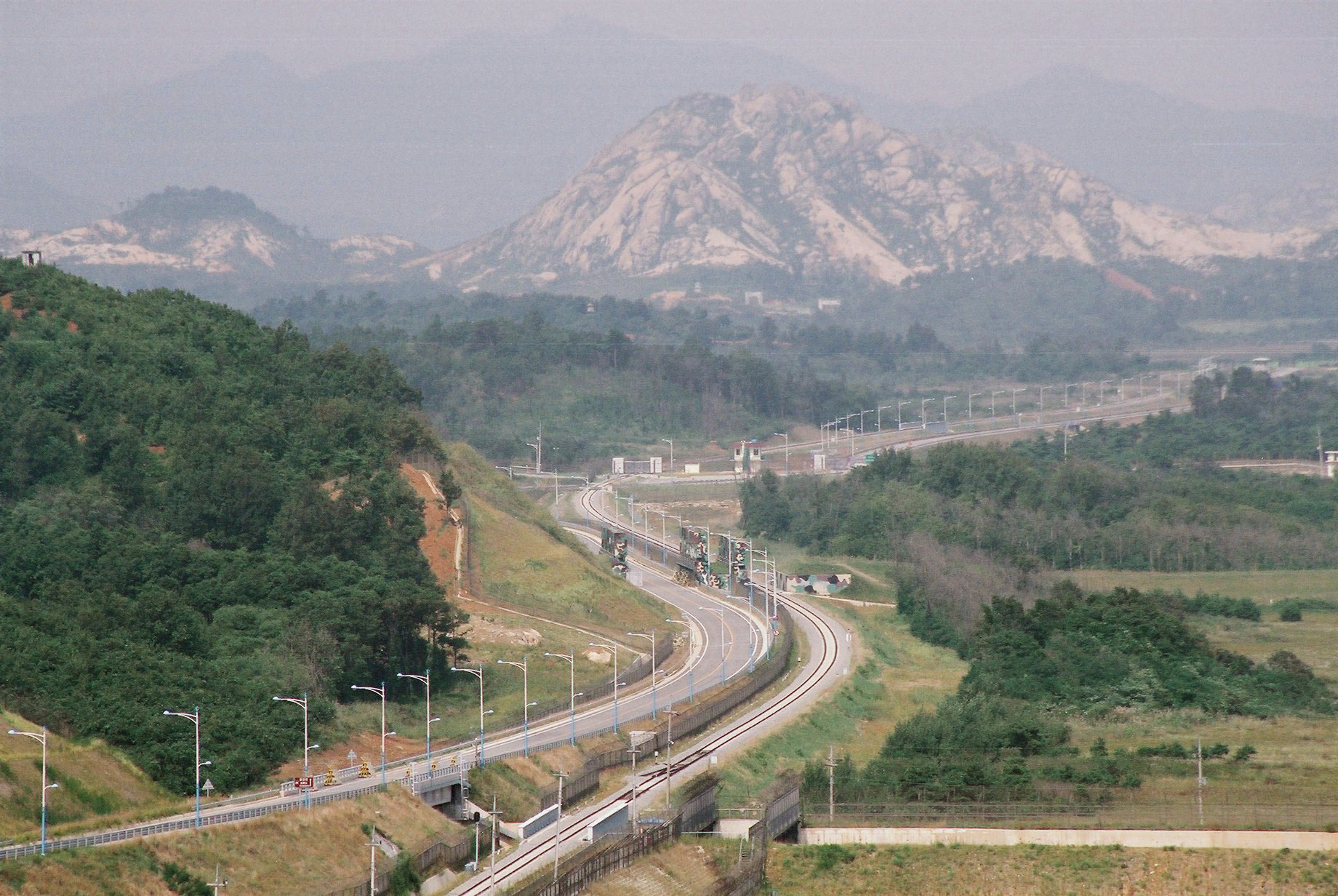
高城統一展望台から望む北朝鮮。東海北部線の線路が伸びている。

高城統一展望台（コソンとういつてんぼうだい、朝鮮語:고성 통일 전망대）は大韓民国江原特別自治道高城郡県内面にある、朝鮮民主主義人民共和国区域を望む展望台。民間人出入統制区域内に所在し、旧高城邑内で唯一かつ韓国統治地域内において民間人が立ち入ることのできる最北端である。

## 概要
1984年開館。
展望台から北朝鮮を一望でき、軍事境界線を目にすることができる。
付近には統一を祈念する弥勒菩薩とマリア像がある。

## アクセス等
入場時間は9:00-16:00（夏期（7月15日から8月20日）は17:30まで、冬期（11月1日から2月28日）は15:50まで）の間に申告所に到着。現地観覧は18:00まで。
束草市内から市内バス1-1系統に乗って終点下車。乗車時に統一展望台付近に行くか要確認。
終点で下車後、北へ約1km歩くと統一展望台出入申告所があるので、申告書（要車両番号、車種記入）を提出しチケットを購入。韓国人は、この後8分間の安保教育ビデオを鑑賞する必要がある（外国人は免除）。
この先は乗用車のみが立ち入りできる。タクシーをチャーターするかヒッチハイクする必要がある。過去には、シャトルバスが運行されていたが、現在は廃止されている。
途中で民統線検問所がある。